# Stockholm Open 2017
Lo Stockholm Open 2017 è stato un torneo di tennis che si è giocato su campi in cemento al coperto. È stata la 49ª edizione dello Stockholm Open che fa parte della categoria ATP Tour 250 nell'ambito dell'ATP World Tour 2017. Gli incontri si sono svolti al Kungliga tennishallen di Stoccolma, in Svezia, dal 16 al 22 ottobre 2017.

## Partecipanti

### Teste di serie
| Nazionalità | Giocatore             | Ranking* | Testa di serie |
| ----------- | --------------------- | -------- | -------------- |
| Bulgaria    | Grigor Dimitrov       | 8        | 1              |
| Sudafrica   | Kevin Anderson        | 16       | 2              |
| Stati Uniti | Jack Sock             | 21       | 3              |
| Argentina   | Juan Martín del Potro | 23       | 4              |
| Germania    | Miša Zverev           | 27       | 5              |
| Italia      | Fabio Fognini         | 28       | 6              |
| Giappone    | Yūichi Sugita         | 36       | 7              |
| Spagna      | Fernando Verdasco     | 43       | 8              |

* Ranking al 16 ottobre 2017.

### Altri partecipanti
I seguenti giocatori hanno ricevuto una wild card per il tabellone principale:
- Elias Ymer
- Mikael Ymer
- Miša Zverev

I seguenti giocatori sono passati dalle qualificazioni:

- Simone Bolelli
- Márton Fucsovics
- Jerzy Janowicz
- Lukáš Lacko

Il seguente giocatore è entrato come lucky loser:
- Jürgen Zopp

### Ritiri
Prima del torneo
- Nicolás Almagro →sostituito da  Jürgen Zopp
- John Millman →sostituito da  Marius Copil

## Campioni

### Singolare
Juan Martín del Potro ha sconfitto in finale  Grigor Dimitrov con il punteggio di 6–4, 6–2.
- È il ventesimo titolo in carriera per del Potro, il primo della stagione.

### Doppio
Oliver Marach /  Mate Pavić hanno sconfitto in finale  Aisam-ul-Haq Qureshi /  Jean-Julien Rojer con il punteggio di 3−6, 7−66, [10−4]